# رضا جعفری (بازیکن فوتبال)
رضا جعفری (زادهٔ ۲۲ دی ۱۳۷۵ در تهران) یک بازیکن فوتبال اهل ایران است که در پست وینگر راست برای باشگاه فوتبال گل‌گهر سیرجان در لیگ برتر خلیج فارس بازی می‌کند.

## افتخارات

### سایپا
- جام شهدا(۱): ۱۳۹۸

### نساجی مازندران
- جام حذفی(۱): ۰۱–۱۴۰۵۶۰

## دروان باشگاهی
سایپا
فوتبال خود را از باشگاه فوتبال سایپا آغاز کرد و به مدت پنج فصل در این تیم بیش از ۱۰۰ بازی انجام داد.
نساجی مازندران
او در تاریخ ۱ شهریور ۱۴۰۰ با عقد قراردادی ۲ ساله به نساجی مازندران پیوست
ملوان بندرانزلی
او در تاریخ ۱۴۰۲ با قرار دادی به مدت ۲ سال به این باشگاه پر ریشه شمال کشور پیوست و فصل خوبی را سپری می‌کند.

استقلال تهران
او در تاریخ ۱۳ مرداد ۱۴۰۴ با عقد قراردادی سه ساله به باشگاه فوتبال استقلال تهران در لیگ برتر خلیج فارس پیوست